# Szpieg nr 13
Szpieg nr 13 (ang. Operator 13) – amerykański film z 1934 roku w reżyserii Ryszarda Bolesławskiego.

## Obsada
- Marion Davies jako Gail Loveless (szpieg nr 13)
- Gary Cooper jako kapitan Jack Gailliard
- Jean Parker jako Eleanor Shackleford
- Katharine Alexander jako Pauline Cushman (szpieg nr 27)
- Ted Healy jako doktor Hitchcock
- Russell Hardie jako porucznik Gus Littledale
- Henry Wadsworth jako kapitan John Pelham
- Douglass Dumbrille jako generał Stuart
- Willard Robertson jako kapitan Cornelius Channing
- Fuzzy Knight jako szeregowy Sweeney
- Sidney Toler jako major Allan Pinkerton
- Robert McWade jako pułkownik Sharpe
- Marjorie Gateson jako panna Shackleford
- Wade Boteler jako oficer Gaston
- Walter Long jako szpieg 55
- E. Alyn Warren jako generał Ulysses S. Grant (niewymieniony w czołówce)
- John Elliott jako generał Robert E. Lee (niewymieniony w czołówce)
- Samuel S. Hinds jako oficer Price (niewymieniony w czołówce)

## Nagrody i nominacje
| Nazwa nagrody | Wygrane            | Nominacje                               |
| ------------- | ------------------ | --------------------------------------- |
| Oscar         | 1935 bez rezultatu | 1935 Najlepsze zdjęcia George J. Folsey |